# 一色大橋
一色大橋（いっしきおおはし）は、岐阜県加茂郡坂祝町の木曽川に架かる橋である。

## 概要
正確には木曽川の河川敷に架かる橋である。坂祝町酒倉の一色地区は木曽川の川中島であり、木曽川はここで2つに分流することになるが、木曽川の水流は坂祝町と可児市の境を流れており、一色地区は河川敷で陸続きになっている。
かつては、一色地区は河床道路で結ばれていたが、大雨で通行止めが多発していた。一色大橋は、これを解消するために架橋された。

## 諸元
- 供用： 1988年（昭和63年）
- 延長： 165.0m
- 幅員： 8.0m
- 区間： 岐阜県加茂郡坂祝町酒倉

## 周辺施設
- 長蔵寺